# Mark O’Connell
Mark William O’Connell (ur. 25 czerwca 1964 w Scarborough, Kanada) – amerykański duchowny katolicki, biskup pomocniczy Bostonu od 2016.

## Życiorys
Święcenia kapłańskie przyjął w dniu 16 czerwca 1990 i został inkardynowany do archidiecezji bostońskiej. Przez kilka lat pracował jako duszpasterz parafialny, a następnie pełnił funkcje m.in. wicekanclerza kurii ds. kanonicznych, wykładowcy seminarium bostońskiego oraz wikariusza sądowego.
3 czerwca 2016 papież Franciszek mianował go biskupem pomocniczym Bostonu ze stolicą tytularną Gigthi. Sakry udzielił mu 24 sierpnia 2016 kardynał Seán O’Malley.